# Faiditus spinosus
Faiditus spinosus là một loài nhện trong họ Theridiidae.
Loài này thuộc chi Faiditus. Faiditus spinosus được Eugen von Keyserling miêu tả năm 1884.